# August Scheidgen

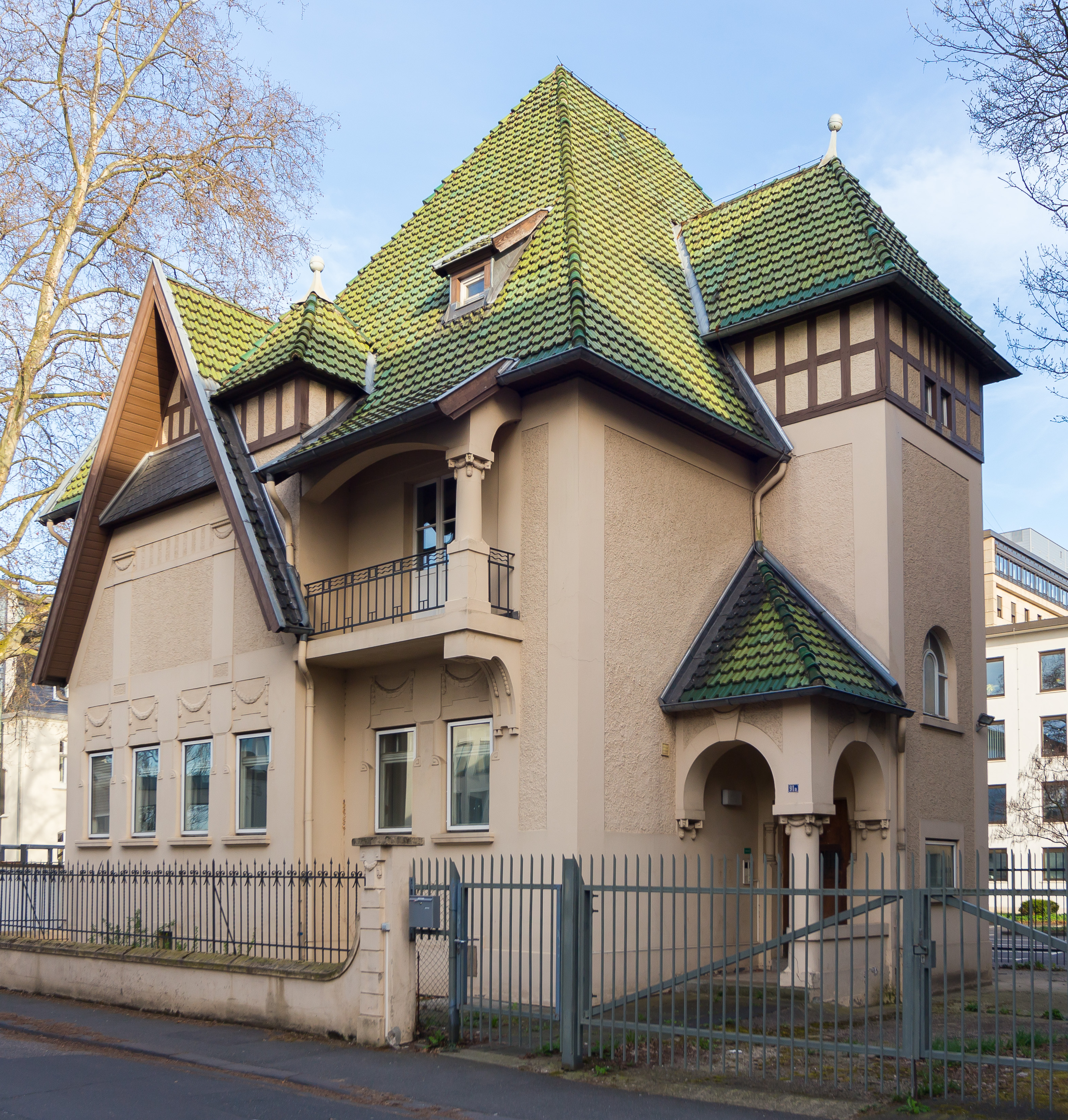
Bonn, Adenauerallee 91 a (Villa Scheidgen), 2013

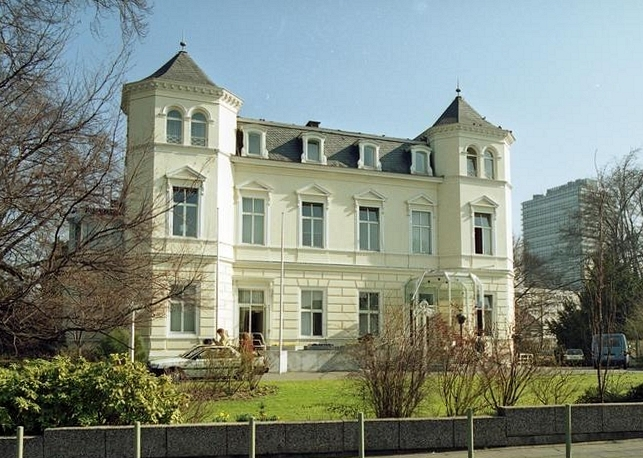
Bonn, Dahlmannstraße 3–5 (Villa Dahm), 1991

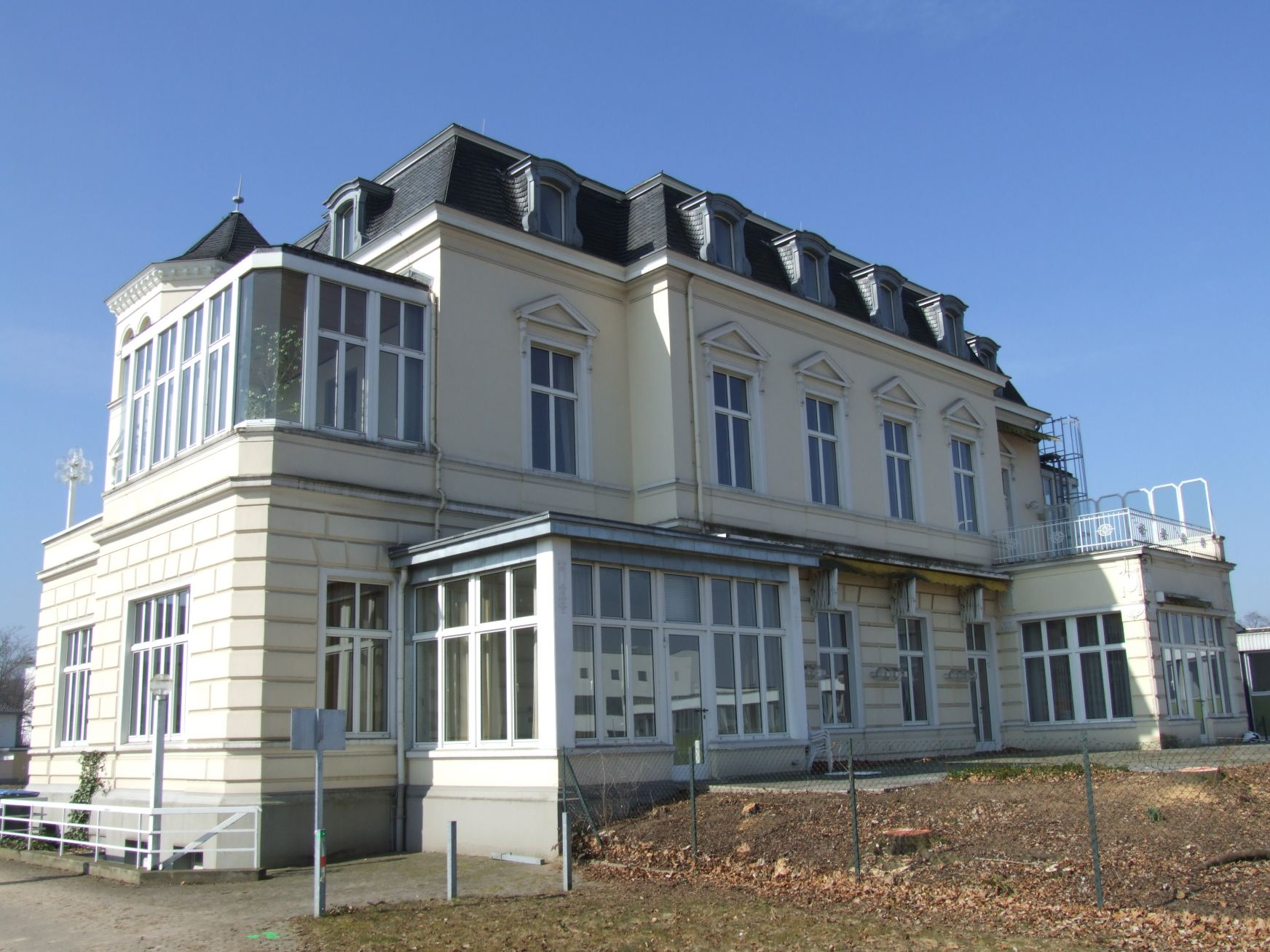
Bonn, Dahlmannstraße 3–5 (Villa Dahm), Rückseite, 2006

August Scheidgen (* 1. Mai 1866 in Solingen;:17 † 18. Januar 1951 in Bonn:74) war ein deutscher Architekt.

## Leben

### Herkunft
Als Nachkomme einer seit 1613:11 in Rheinbrohl bezeugten Winzerfamilie war August Scheidgen ein Sohn des Maurers Jakob Scheidgen (* 3. Oktober 1831 in Rheinbrohl;:14 † 21. Juni 1885 in Königswinter:38) und der Gertrud, geb. Heimbach († 31. Dezember 1916 in Köln:63). Sein Großvater Johann Scheidgen († 1876 in Rheinbrohl):29 betätigte sich noch als Winzer. Da der Vater Jakob Scheidgen auf Grund eines älteren Bruders den Winzerbetrieb nicht hätte erben können, erlernte dieser das Maurerhandwerk.:15 f Während seiner Beschäftigung beim Neubau der heimatlichen Pfarrkirche St. Suitbert (1852–1856, Entwurf: Vincenz Statz) erhielt er seinen Gesellen-, wenige Jahre darauf auch seinen Meisterbrief. Im Jahr 1863 zog er mit seiner kurz zuvor angetrauten Frau Gertrud nach Wülfrath, wo er einen größeren Auftrag erhalten hatte und von dort 1865 nach Solingen.:17 Während des Zeitraums bis zum Umzug nach Königswinter im Jahr 1872 führte Jakob auch Aufträge als Maurermeister und Bauführer in Rheinbrohl aus.:18 f Von 1872 bis 1885 entfaltete er dann eine rege Bautätigkeit als Bauunternehmer in Königswinter.:24–29 Als einer von drei Bauführern unter dem Bauleiter Franz Langenberg (1842–1895) wirkte er 1881ff auch an dem Bau der schlossartigen Drachenburg für Baron Stephan von Sarter oberhalb von Königswinter mit.:30–38

### Werdegang
August Scheidgen war beim Tod seines Vaters 19 Jahre alt. Gemeinsam mit seinem zwei Jahre älteren Bruder, dem Maurermeister Johann Scheidgen, führte er die väterliche Bauunternehmung fort.:38 f Im Jahr 1890 nutzte August dann die Möglichkeit, nach Bonn auf der anderen Rheinseite zu wechseln, um dort im Zuge der Erbauung des Albertinums seinen Meisterbrief zu erlangen. Während der ursprüngliche Entwurf von dem bereits vor Baubeginn verstorbenen Johannes Richter stammte, oblag die Ausführung schließlich Franz Langenberg, der August Scheidgen bereits vom Bau der Drachenburg her kannte.:39 f Während seines Aufenthalts in Bad Homburg heiratete August im Mai 1892 in Oberdollendorf Rosalia gen. Röschen Römerscheid (* 1867 in Neuwied;:40 † 5. August 1937 in Bonn:70), die Tochter des Königswinterer Schreinermeisters Wilhelm Josef Römerscheid.:40 f Nach nur 16 Monaten trat August Scheidgen dann eine neue Anstellung im Büro des späteren Dombaumeisters Ludwig Becker in Mainz an. Für diesen übernahm er die Bauleitung bei der Marienkirche in Bad Homburg vor der Höhe.:40 Becker führte dort seinen ursprünglich für Krefeld ausgearbeiteten Entwurf mit leichten Modifikationen aus. Nach Fertigstellung der Marienkirche trat August Scheidgen als Architekt in den Dienst der Westdeutsche Bau-AG in Dortmund und zog mit seiner Familie auch zunächst nach dort. Offensichtlich suchte die Westdeutsche einen Mitarbeiter mit guten Ortskenntnissen im Bonner Raum, betätigte sie sich doch in der Folge verstärkt mit Wohnhausneubauten im Bereich der Bonner Südstadt. Daher mietete er im Februar 1899 dort eine Wohnung mit Büro im Haus Kronprinzenstraße 7 an, das dem Zeitungsverleger Carl Hauptmann gehörte.:54 In Vertretung seines Arbeitgebers betreute Scheidgen unter anderem die Bonner Objekte Coblenzer Straße 129 und 131, Wörthstraße 10 sowie Kaiser-Friedrich-Straße 14. Ab 1902 bewohnte er mit seiner Familie die firmeneigene Villa an der späteren Adenauerallee 78.:53–57 Ab 1907 übernahm er dann auch wiederholt Auftragsarbeiten für Hotels in seiner Heimatstadt Königswinter. Sein letzter bekannter ausgeführter Auftrag ist der Umbau des Marienhospitals in Bonn, der mit der feierlichen Wiederöffnung am 10. Juni 1927 seinen Abschluss fand. Er nahm noch an verschiedenen Architektenwettbewerben teil, wobei er diese teils in Zusammenarbeit mit seinem Sohn Otto und dem Bruder Johann ausarbeitete.:66

### Familie
Aus der Ehe von August und Röschen Scheidgen ging der Sohn Otto (1893–1977) hervor. Als ausgebildeter Architekt (Studium in Chemnitz und Stuttgart) betätigte er sich von Mitte der 1930er Jahre bis zu seinem Tod als Denkmalpfleger im Dienst verschiedener staatlicher Institutionen.
Johann Scheidgen (* 27. Juli 1864 in Wülfrath;:17 † 13. April 1935 in St. Wendel:51), der ältere Bruder von August, übernahm früh Arbeiten zur Restaurierung und Erhaltung von Denkmälern im Auftrag des Landeskonservators Rheinland, dessen Leitung zu dieser Zeit Paul Clemen innehatte. So sind zu nennen, Arbeiten an der Chorruine von Kloster Heisterbach (1897):44 oder die örtliche Leitung der Sicherungsarbeiten an Burg Nideggen unter Aufsicht von Ludwig Arntz (1901 bis 1906). Für Ludwig Becker übernahm er die Bauleitung über dessen Auftrag für die Kirche St. Eligius in Völklingen (1912–1913):47 und parallel zur umfangreichen Restaurierung der Pfarrkirche St. Wendalinus in St. Wendel (1912–1919 und 1923 bis 1929).:47 f Ab 1919 führte er dann in dem brasilianischen Florianópolis den von seinem Bruder entworfenen Bau einer Bischofskirche aus, an den sich ein gleichartiger Auftrag in Lages anschloss. Die Aufträge kamen 1919 durch den Bischof von Florianópolis, João Becker, einen gebürtigen St. Wendeler, zu Stande.:48–51

## Werk

### Bauten in Bonn und Umgebung
| Planungsbeginn; Bauzeit | Gemeinde Ortsteil         | Adresse                                                 | Bild           | Objekt                                                                               | Maßnahme                                                                                               | Anmerkungen                                             |
| ----------------------- | ------------------------- | ------------------------------------------------------- | -------------- | ------------------------------------------------------------------------------------ | --- | ------------------------------------------------------- |
| 1899–1903               | Bonn Ortsteil Gronau      | Kaiser-Friedrich-Straße 20 Lage                         | weitere Bilder | Villa Professor Kocks                                                                | Neubau:53:47–54                                                                                        | 1936 abgebrochen                                        |
| 1899–1900               | Bonn Ortsteil Gronau      | Adenauerallee 129 Lage                                  | weitere Bilder | Villa Witwe Ermekeil (vor Fertigstellung Erwerb durch Rechtsanwalt Jakob Biesenbach) | Neubau:54:65–69                                                                                        | Denkmalschutz                                           |
| 1900                    | Bonn Ortsteil Gronau      | Tempelstraße 10 Lage                                    | weitere Bilder | Villa Finkler                                                                        | Neubau (Ausführung nur bis in Höhe des Sockels, da die Westdeutsche Bau AG den Auftrag niederlegte):55 | Denkmalschutz                                           |
| 1900–1901               | Bonn Ortsteil Gronau      | Adenauerallee 131 ehemals Coblenzer Straße 131 Lage     | weitere Bilder | Villa Witwe Ermekeil:54:70–72                                                        | Neubau                                                                                                 | Denkmalschutz                                           |
| 1903                    | Bonn Ortsteil Südstadt    | An der Elisabethkirche 3 ehemals Helmholtzstraße 3 Lage |                | Mehrfamilienhaus:55 f                                                                | Neubau                                                                                                 | Denkmalschutz                                           |
| 1903                    | Bonn Ortsteil Südstadt    | Argelanderstraße 83 Lage                                |                | Mehrfamilienhaus:55 f                                                                | Neubau                                                                                                 | Denkmalschutz                                           |
| 1903–1905               | Bonn Ortsteil Gronau      | Dahlmannstraße 3–5 Lage                                 | weitere Bilder | Villa Fabrikbesitzer Wilhelm Zimmerstaedt:255 f                                      | Anbau                                                                                                  | 2006 abgebrochen                                        |
| 1905; 1906–1907         | Bonn Ortsteil Gronau      | Adenauerallee 91a ehemals Coblenzer Straße 91a Lage     | weitere Bilder | Privathaus mit Architekturatelier Scheidgen:54:219–221                               | Neubau                                                                                                 | Denkmalschutz; zukünftig Teil des Bundesamts für Justiz |
| 1907                    | Bonn Ortsteil Mehlem      | Mainzer Straße 229 Lage                                 | weitere Bilder | Villa Arthur Camphausen                                                              | Fassadenerneuerung und Umbauten:54:78–83                                                               | Denkmalschutz                                           |
| 1907                    | Königswinter              | Rheinallee Lage                                         |                | Hotel Berliner Hof                                                                   | Umbau, infolge Einbau eines Aufzuges:61                                                                | 1944 kriegszerstört:52                                  |
| 1908                    | Bonn Ortsteil Mehlem      | Mainzer Straße 229 Lage                                 | weitere Bilder | Villa Arthur Camphausen                                                              | Aufstockung:54:78–83                                                                                   | Denkmalschutz                                           |
| 1909                    | Königswinter Rheinallee 9 | Rheinallee 9 Lage                                       |                | Hotel Europäischer Hof                                                               | Autogarage und neue Abwasserleitung:61                                                                 | 1979 abgebrochen                                        |
| 1909                    | Königswinter              | Rheinallee Lage                                         |                | Hotel Berliner Hof                                                                   | Glasveranda:61                                                                                         | 1944 kriegszerstört:52                                  |
| 1910                    | Königswinter              | Rheinallee Lage                                         |                | Hotel Berliner Hof                                                                   | Musikpavillon:61                                                                                       | 1944 kriegszerstört:52                                  |
| 1911                    | Königswinter              | Rheinallee 12 Lage                                      | weitere Bilder | Hotel Monopol (später Loreley)                                                       | Garage:61                                                                                              |                                                         |
| 1911–1912               | Königswinter              | Rheinallee Lage                                         |                | Hotel Berliner Hof                                                                   | Einbau eines Buffets im Kellergeschoss des Turms und Erweiterung des Haupteingangs:61                  | 1944 kriegszerstört:52                                  |
| 1914                    | Bonn Ortsteil Poppelsdorf | Robert-Koch-Straße 1 Lage                               |                | Marienhospital                                                                       | Kapelle (Neogotik):65                                                                                  |                                                         |
| 1916                    | Bonn Ortsteil Gronau      | Adenauerallee 131 ehemals Coblenzer Straße 131 Lage     | weitere Bilder | Villa Kommerzienrat A. J. Eschbaum                                                   | Umbau:71 f:54                                                                                          | Denkmalschutz                                           |
| 1920                    | Königswinter Rheinallee 9 | Rheinallee 9 Lage                                       |                | Hotel Europäischer Hof                                                               | Umbau des Souterrain zu einem Schankraum:61                                                            | 1979 abgebrochen                                        |
| 1922                    | Königswinter              | Rheinallee Lage                                         |                | Hotel Berliner Hof                                                                   | Neugestaltung der Rheinfront und Aufstockung um ein Stockwerk (Mansarde):61                            | 1944 kriegszerstört:52                                  |
| 1920–1922               | Bonn Ortsteil Gronau      | Kaiser-Friedrich-Straße 20 Lage                         |                | Villa Engelbert-Maria von Arenberg (ehem. Professor Kocks)                           | An-, Um- und Erweiterungsbauten:53:47–54                                                               | 1936 abgebrochen                                        |
| 1925                    | Königswinter              | Rheinallee 12 Lage                                      | weitere Bilder | Hotel Monopol (später Loreley)                                                       | Neugestaltung der Rheinfront:61                                                                        |                                                         |
| 1926–1927               | Bonn Ortsteil Poppelsdorf | Robert-Koch-Straße 1 Lage                               |                | Marienhospital                                                                       | Umbau und Erweiterung:65 f                                                                             |                                                         |
| 1929                    | Bonn Ortsteil Dransdorf   |                                                         |                | Wettbewerb für eine Kirche (St. Antonius):66                                         | | 1929/30 nach einem Entwurf von Jakob Stumpf errichtet   |

### Bauten außerhalb
- 1892–1895: Bad Homburg vor der Höhe, St. Marienkirche, Bauleitung nach den Entwürfen von Ludwig Becker[1]:40
- 1919:–9999 Florianópolis, Bundesstaat Santa Catarina, Brasilien, Entwurf zu einer Bischofskirche (Ausführung durch Johann Scheidgen)[1]:49 f
- um 1919:–9 Lages, Bundesstaat Santa Catarina, Brasilien, Entwurf zu einer Bischofskirche (Ausführung durch Johann Scheidgen)[1]:49 f
- 1927:–9999 Fortaleza, Bundesstaat Ceará, Brasilien, Wettbewerb für einen Kirchenbau (mit Otto Scheidgen)[1]:66
- 1928:–9999 Hermeskeil, Franziskanerkloster, Wettbewerb (mit Johann Scheidgen)[1]:66
- 1929:–9999 Krefeld-Bockum, Wettbewerb für eine Kirche[1]:66